# Умбетбаев, Анварбек Бейсембаевич

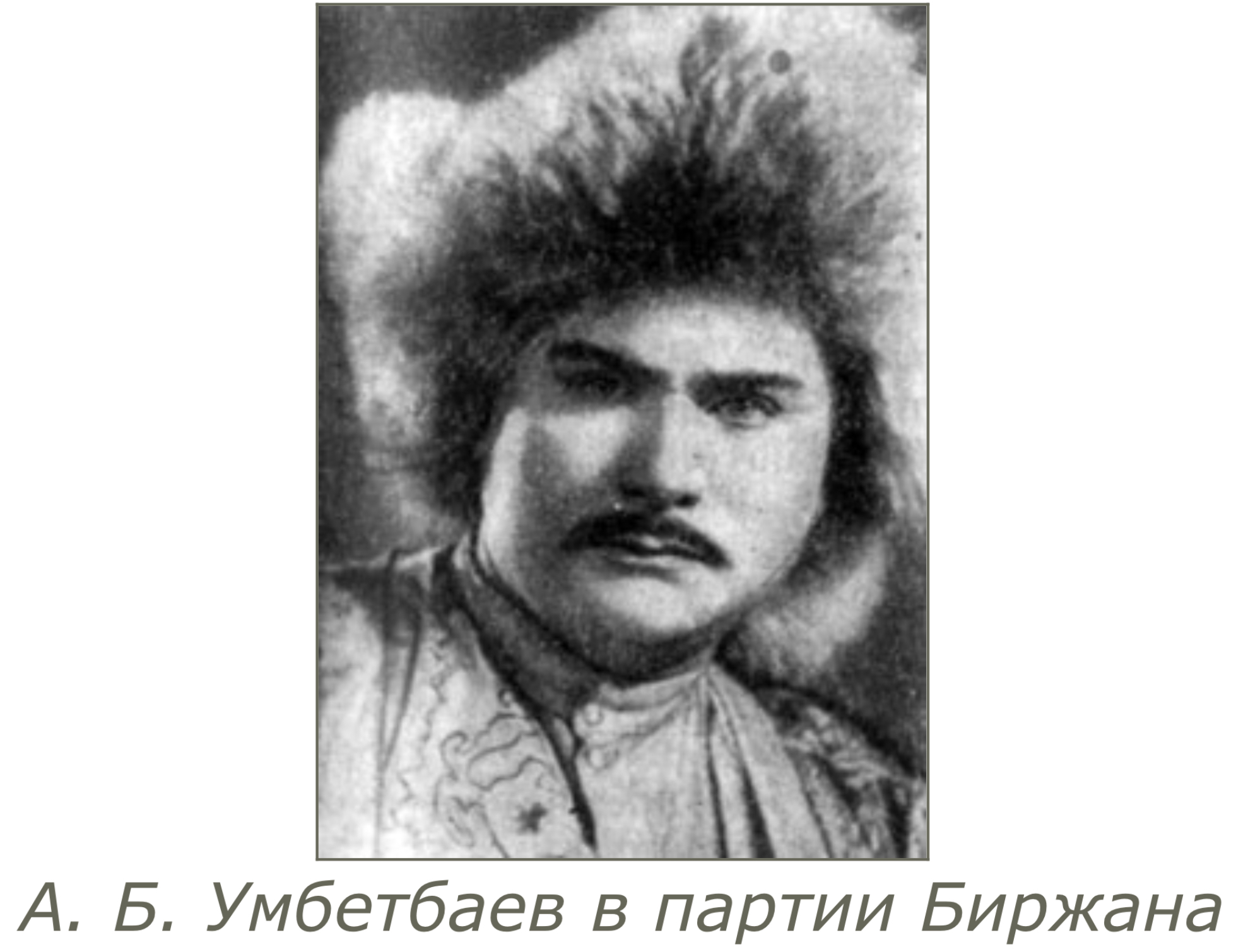

Анварбе́к Бейсемба́евич Умбетба́ев (1914—1973) — советский казахский оперный певец (драматический тенор). Народный артист Казахской ССР (1947). Лауреат Сталинской премии второй степени (1949). Член ВКП(б) с 1947 года.

## Биография
Родился 7 (20 марта) 1914 года. Происходит из рода жаныс племени дулат
В 1958—1960 годах учился в Алма-Атинской консерватории.
С 1937 года солист КазГАТОБ имени Абая.
Один из основоположников казахского оперного искусства. Исполнил около 40 оперных партий. Выступал как концертный певец. Гастролировал в Монголии.
Умер 11 декабря 1973 года, похоронен на Кенсайском кладбище.

## Оперные партии
- «Абай» А. К. Жубанова и Л. А. Хамиди — Айдар
- «Дударай» Е. Г. Брусиловского — Думан
- «Назугум» К. Х. Кужамьярова — Баки
- «Биржан и Сара» М. Т. Тулебаева — Биржан
- «Даиси» З. П. Палиашвили — Малхаз
- «Алтынчач» Н. Г. Жиганова — Джик-Мэрген
- «Кармен» Ж. Бизе — Хозе
- «Тоска» Дж. Пуччини — Каварадосси
- «Чио-Чио-сан» Дж. Пуччини — Пинкертон
- «Руслан и Людмила» М. И. Глинки — Финн

## Награды и премии
- Народный артист Казахской ССР (1947)
- Сталинская премия второй степени (1949) — за исполнение заглавной партии в оперном спектакле «Биржан и Сара» М. Т. Тулебаева[2]
- Орден Трудового Красного Знамени (3 января 1959) — за выдающиеся заслуги в развитии казахского искусства и литературы и в связи с декадой казахского искусства и литературы в гор. Москве
- Орден «Знак Почёта»[3][4]